# Bela (Szlovénia)
Bela falu Szlovéniában, a Goriška statisztikai régióban, a Bela-patak, azaz magyarul a Fehér-patak forrásánál. A Bela-patak a Vipava egyik mellékfolyója. Közigazgatásilag Ajdovščinához tartozik.

## Fordítás
- Ez a szócikk részben vagy egészben  a   Bela című angol Wikipédia-szócikk ezen változatának fordításán alapul.  Az eredeti cikk szerkesztőit annak laptörténete sorolja fel. Ez a jelzés csupán a megfogalmazás eredetét és a szerzői jogokat jelzi, nem szolgál a cikkben szereplő információk forrásmegjelöléseként.